# Приютное (Запорожская область)
Прию́тное (укр. Приютне) — село в Малиновской сельской общине Пологовского района Запорожской области Украины.

## Общие сведения
Население по переписи 2001 года составляло 526 человек, с 2024 года в селе никто не проживает из за боевых действий. Почтовый индекс — 70241. Телефонный код — 6145.

## Географическое положение
Село Приютное находится на расстоянии в 70 км от райцентра, и в 30 км от центра общины 
По селу протекает пересыхающий ручей с запрудой.

## История
- 1842 — год основания.

## Экономика
- Приютне, ООО.

## Объекты социальной сферы
- Школа.
- Детский сад.
- Дом культуры.

## Достопримечательности
- Братская могила советских воинов.